# Stictochironomus labeculatus
Stictochironomus labeculatus är en tvåvingeart som beskrevs av Maurice Emile Marie Goetghebuer 1938. Stictochironomus labeculatus ingår i släktet Stictochironomus och familjen fjädermyggor. Arten är reproducerande i Sverige. Inga underarter finns listade i Catalogue of Life.